# 온대 낙엽수림
온대 낙엽수림(영어: Temperate deciduous forest)는 매년 잎이 떨어지는 주로 활엽수가 주로 있는 온대림이다. 이 숲 유형의 6대 지역은 북반구에서 발생한다: 북아메리카, 동아시아, 중앙 및 서유럽(브르타뉴, 콘월, 웨일스, 아일랜드섬 및 서부 스코틀랜드 제외), 덴마크·스웨덴 남부, 노르웨이 남부, 남반구의 파타고니아(칠레와 아르헨티나)에서 발생한다. 
보통은 온대 활엽수혼합림에 포함시키는 경우가 많다.

## 같이 보기
- 온대 구과수림
- 원시림